# Ґібалка
Ґібалка (пол. Gibałka) — село в Польщі, у гміні Леліс Остроленцького повіту Мазовецького воєводства.
Населення — 128 осіб (2011).
У 1975-1998 роках село належало до Остроленцького воєводства.

## Демографія
Демографічна структура станом на 31 березня 2011 року:
|          | Загалом | Допрацездатний вік | Працездатний вік | Постпрацездатний вік |
| -------- | ------- | ------------------ | ---------------- | -------------------- |
| Чоловіки | 66      | 18                 | 41               | 7                    |
| Жінки    | 62      | 14                 | 34               | 14                   |
| Разом    | 128     | 32                 | 75               | 21                   |